# ワンダ・ヴィエルツクレイスカ
ワンダ・ヴィエルツクレイスカ（Wanda Wierzchleyska、1900年3月3日 - 2012年1月14日）は、ポーランドのスーパーセンテナリアン。かつて存命中のポーランド最高齢、並びに歴代最高齢人物だった。死去時の年齢は111年317日で、現在でもテクラ・ユニェヴィチに次ぐ、史上2番目に高齢のポーランド人である。

## 来歴
1900年3月3日、オーストリア＝ハンガリー帝国のレンベルク（現在のウクライナ・リヴィウ）に医者の家族のもとに生まれる。
リヴィウ工科大学の農学部を卒業したが、1944年8月3日、ワルシャワ蜂起初期に、父らはドイツ人に撃たれた。その後は製紙工場で16年間働いていた。 
2010年1月3日、ミチャリナ・ワシレフスカ（1898年-2010年）が死去した後、存命中のポーランドの最高齢人物になった。
2012年1月14日にワルシャワで死去。遺体は同年1月18日にワルシャワの墓地に埋葬された。

### 私生活
四年セイムのメンバーであったマルシン・グロコルスキーの曾孫娘で、シロコムラの紋章も授与されたとされる。
その後エンジニアだったクレメンス・ヴィエルシュライシと結婚した。彼らには2人の子供がいた。

## 備考
1. ↑  Wacław Jan Kroczek:110歳以上生きているポーランド人で、確実な証拠がある人物に限る。